# Piovuto dal cielo (film 1999)
Piovuto dal cielo (It Came from the Sky) è un film per la televisione del 1999 diretto da Jack Bender.
È un film drammatico statunitense e canadese con Christopher Lloyd, John Ritter e Yasmine Bleeth.

## Produzione
Il film, diretto e sceneggiato di Jack Bender, fu prodotto da Ronna Slutske per la Up on the Roof Productions.

## Distribuzione
Il film fu trasmesso negli Stati Uniti il 15 maggio 1999 con il titolo It Came from the Sky sulla rete televisiva Romance Classics.
Altre distribuzioni:
- in Canada (It Came from the Sky e Les visiteurs impromtus)
- in Ungheria (Égből pottyant)
- in Spagna (Caído del cielo)
- in Svezia (Hjälp från ovan)
- in Italia (Piovuto dal cielo)